# Ramsau (Dolna Austria)
Ramsau – gmina w Austrii, w kraju związkowym Dolna Austria, w powiecie Lilienfeld. Według Austriackiego Urzędu Statystycznego liczyła 854 mieszkańców (1 stycznia 2014).